# Pauesia szepligetii
Pauesia szepligetii är en stekelart som först beskrevs av Petr Starý 1960.  Pauesia szepligetii ingår i släktet Pauesia och familjen bracksteklar. Inga underarter finns listade i Catalogue of Life.